# The Kooks
The Kooks é uma banda britânica de indie rock formada em Brighton em 2004, quando todos os integrantes ainda estudavam. A formação da banda no inicio era formada por Luke Pritchard (vocal, guitarra), Hugh Harris (guitarra), Paul Garred (bateria) e Max Refferty (baixo). Em 2008 Max saiu da banda, e Dan Longan ficou como substituto temporário, até que Peter Denton se juntou  à banda no fim de 2008. 
O baterista Paul Garred deixou a banda no final de 2009, devido a um problema no nervo do braço, e foi temporariamente substituído por Chris Prendergast para shows ao vivo. No entanto, Paul voltou para as gravações no final de 2010.

## História

### Formação (2002 - 2004)
The Kooks foi formado em Brighton, no Reino Unido, quando todos os integrantes da banda ainda eram estudantes. O cantor e guitarrista da banda Luke Pritchard, que nasceu em Yorkshire, se juntou com o baixista Max Rafferty para um projeto da escola, o que mais tarde resultaria na base da banda. O guitarrista principal Hugh Harris e o baterista Paul Garred se envolveram no projeto também e acabaram formando a banda The Kooks. Em 30 de Janeiro de 2008, Max Rafferty, que ajudou a formar a banda, sai por motivos relacionados à sua dependência por drogas, que é substituído por Dan Logan (da banda Cat the Dog). Dan Logan apenas ficou provisoriamente, até que Peter Denton entra e se torna fixo. 
The Kooks lançou seu primeiro EP (gravado em Brighton) e fizeram pequenos shows na área, incluindo o festival FreeButt. Logo depois assinaram um contrato com a Virgin Records. 

O nome foi tirado de uma música de David Bowie, "Kooks", no álbum de 1971 Hunky Dory. 

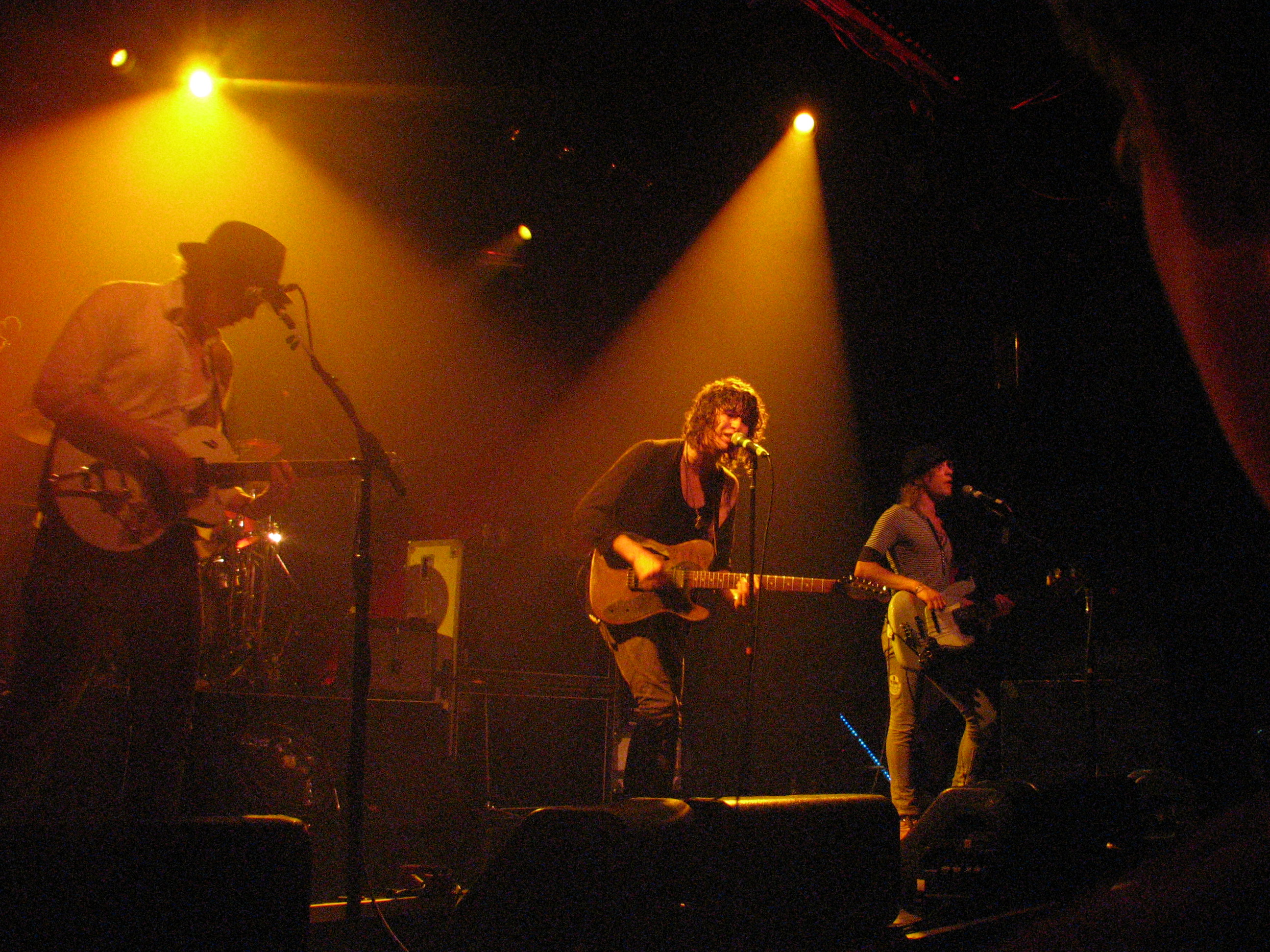
The Kooks em concerto em 2007

Quando a gravadora Virgin Records tentou lançar a banda, descobriram que nos anos 90 uma banda suíça com o mesmo nome tinha lançado um álbum Too Much Is Not Enough.

### Inside in/Inside out (2005-2007)
Após sua primeira turnê de apoio com The Thrills, The Kooks começou a gravação do seu primeiro álbum, Inside in/Inside out, no Estúdio Konk, em Londres.
O álbum conseguiu a 9ª posição no UK Albums Chart, que acabaria de atingir seu pico na 2ª posição em duas semanas, os singles  "Eddie’s Gun", "Sofa Song", "You Don’t Love Me", "Naïve", "She Moves in Her Own Way" e "Ooh La" alcançou grande sucesso nas paradas no Reino Unido, enquanto "Naïve" e "She Moves in Her Own Way" colocaram The Kooks entre os dez primeiros pela primeira vez.

### Konk (2008)
The Kooks lançou seu segundo álbum, Konk, logo após a saída do baixista Max Rafferty, no começo de 2008. 
Konk estreou em primeiro lugar no Reino Unido, vendendo mais de 65 mil cópias na primeira semana. Nos Estados Unidos alcançou a 41ª posição na Billboard 200, e o primeiro single do álbum, "Always Where I Need to Be", chegou a posição 22 na Alternative Songs. A segunda edição limitada do álbum com dois discos (Konk e RAK) também foi liberada. O nome foi retirado do estúdio onde The Kooks gravou os álbuns.

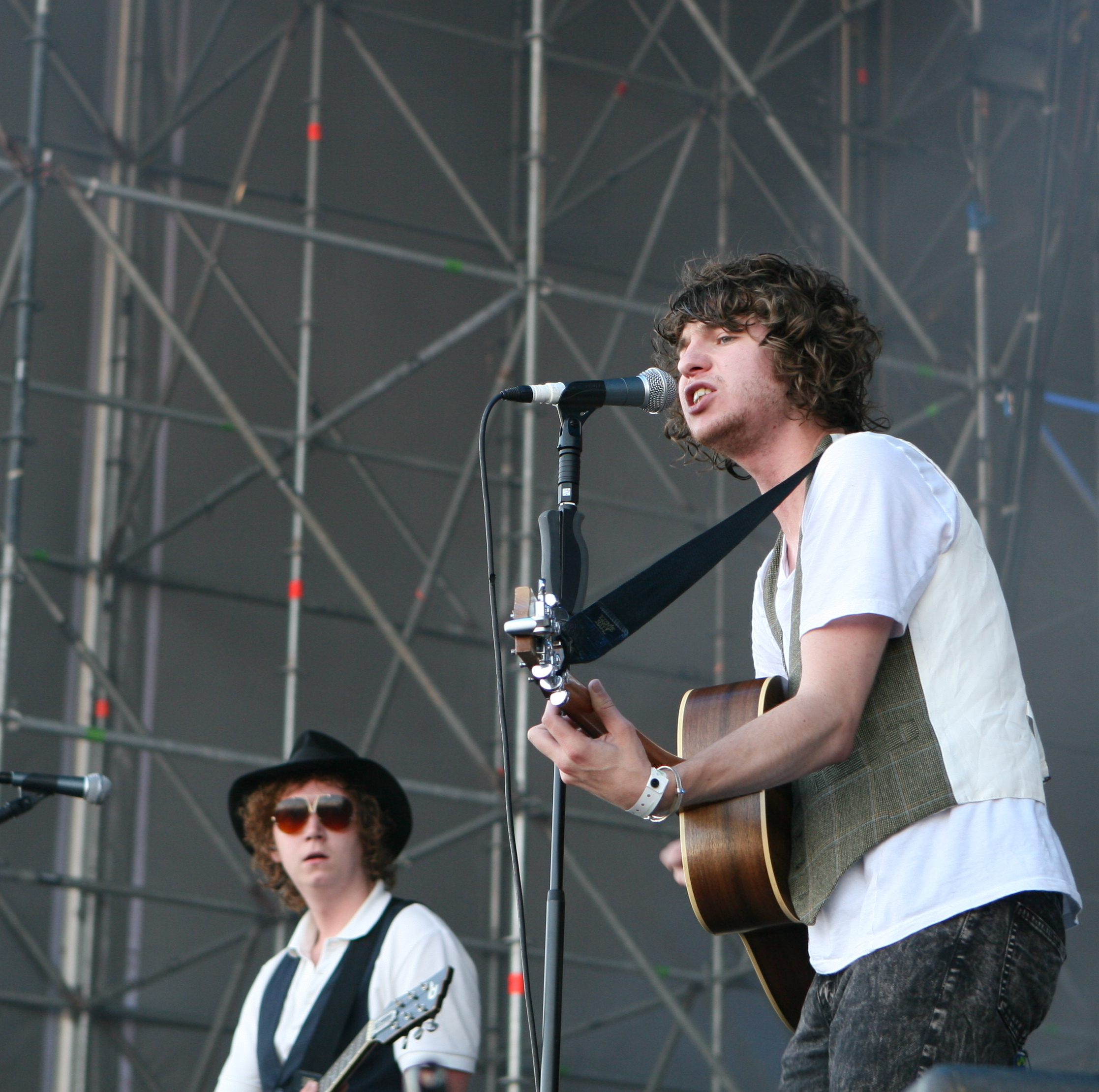
Grupo em apresentação em 2008

Allmusic sobre Konk: "The Kooks explora pop e rock em toda sua glória". A NME disse que a saída de Alan Lavian afetou a produção do Konk, afirmando que "Konk" é o som de uma banda em desordem, sem sucesso, tentando manter as coisas juntas". Foram lançados os singles "Always Where I Need to Be", "Shine On" e "Sway".

### Junk of the Heart (2011)
Em abril de 2009, The Kooks revelou a BBC que estavam trabalhando em seu terceiro álbum. O baterista Paul Garred deixou a banda no final de 2009 por problemas no nervo do braço e foi temporariamente substituído por Nicholas Millard e Chris Prendergast para shows ao vivo.. No entanto Paul voltou para as sessões de gravação no fim de 2010, continuando a não viajar com a banda, Luke Pritchard declarou "a lesão se transformou em uma coisa psicológica". 
O vocalista Luke Pritchard disse à BBC "Nós meio que nos escodemos no interior por algumas semanas, ficamos na casa de um amigo em Norfolk." Pritchard revelou que se passou mais de duas semanas lá e a banda só conseguiu fazer uma nova canção: "Eskimo Kiss" (Faixa 11). Em janeiro de 2011, Pritchard anunciou que eles haviam gravado quatorze faixas novas. A banda anunciou através de meios de comunicação social que eles terminaram os toques finais em 30 de março. Em setembro de 2011 o álbum foi lançado, o primeiro single foi "Is It Me para a Europa e Junk of the Heart (Happy) para o mundo todo.

### Listen (2014)
Listen é o quarto disco de estúdio da banda. O disco foi lançado em 08 de setembro de 2014, pela Universal. É o primeiro disco da banda com o novo baterista Alexis Nunzes, que se juntou a banda em 2012, substituindo Paul Garred. Os singles que precederam o lançamento do disco foiram "Down", "Around Town", "Bad Habit" e "Forgive & Forget".
Estilisticamente, o álbum difere dos trabalhos anteriores da banda, contendo elementos de jazz e R&B. Esse disco também marca como o primeiro sem Tony Hoffer como produtor. A produção do disco foi feita pela Inflo junto de Luke, como co-produtor.
Assim que lançado, Listen ficou em 16º no UK Albuns Chart.
"Com esse disco, nós não fizemos nenhum ensaio prévio. Eu escrevia uma música com a Inflo ou por minha conta, mostrava e nós tocaríamos em cima disso. Tinha um processo de liberdade nisso", disse Luke.

### The Best of... So Far (2017 - presente)
The Best of... So Far é um álbum de greatest hits lançado em 19 de maio de 2017, pela Virgin and Astralwerks. A compilação inclui singles dos quatro discos da banda, e não singles como "Seaside" e "Matchbox" do primeiro álbum Inside in/Inside Out, e duas novas músicas "Be Who You Are" e "Broken Vow". A edição de luxo do álbum inclui um segundo disco com 20 faixas contendo demos e versões alternativas das músicas do disco.

## Estilo musical e influências
The Kooks tem se inspirado em uma série de bandas para criar seu som indie. The Rolling Stones, The Beatles, Bob Dylan e Chris de Burgh são algumas de suas influências, a banda gradualmente desenvolveu seu estilo de canção, escrita e apresentação ao longo de seus três álbuns.

O álbum de estreia Inside In/Inside Out foi apontado como um típico Britpop, com influências de The Libertines, Thin Lizzy, The Police e contendo elementos do movimento Britpop dos anos 60. Além disso estilo lírico de Pritchard foi descrito como "versão mais jovem e menos patética do estilo de Pete Doherty. A banda sentiu que o álbum não foi consistente em sua direção. "O primeiro disco foi definitivamente um salto[...] O primeiro álbum foi para encontrar os pés, era vagabundo", afirmou Hugh Harris em uma entrevista com Nadine Regan para o Sunday Business Post.
Sobre o Konk, a banda tentou encontrar um som mais maduro e polido. Baseando-se em uma escolha muito maior de material para o álbum (cerca de 80 a 90 canções foram escritas), a banda começou a incorporar mais um foco de hard rock em sua música. Os críticos fizeram comparações com o trabalho de The Kinks o álbum inteiro, sendo gravado no estúdio de propriedade de Ray Davies. Também notou semelhanças crescentes da banda com o estilo da banda The Fratellis e da banda Arctic Monkeys.
Luke comentou sobre o álbum e disse "Eu acho que nós fizemos um álbum dinâmico, cada música tem sua própria personalidade. É um álbum de indie rock bom".

## Integrantes

### Formação atual
- Luke Pritchard: Vocal, guitarra rítmica, guitarra acústica (2004 - presente)
- Hugh Harris: Guitarra solo, guitarra rítmica, guitarra acústica,vocal de apoio (2004 - presente)
- Peter Denton: Baixo, vocal de apoio (2008 - presente)
- Alexis Nunez Bateria, percussão (2012 - presente)

### Ex-membros
- Max Rafferty: Baixo, vocal de apoio (2004 - 2008)
- Dan Logan: Baixo, vocal de apoio (2008)
- Chris Prendergast: Bateria (2009 - 2010)
- Paul Garred: Bateria, percussão (2004 - 2009/2010)

### Álbuns de estúdio
- 2006 - Inside in/Inside out
- 2008 - Konk
- 2011 - Junk of the Heart
- 2014 - Listen
- 2017 - The Best of... So Far
- 2018 - Let's Go Sunshine

## Prémios e indicações
- Melhor Revelação – Q Awards de 2006
- Melhor Artista Britânico ou Irlandês de 2006 – MTV Europe Music Awards de 2006